# 失衡生活
《失衡生活》（英語：Koyaanisqatsi:  Life Out of Balance），美國紀錄片，上映于1982年，由戈弗雷·雷吉奥（Godfrey Reggio）执导，菲利普·格拉斯（Philip Glass）配乐，罗恩·福瑞克（Godfrey Reggio）摄影。
該電影於1983年提名柏林國際影展。

## 資料
- 官方网站 (Qatsi trilogy)
- 官方网站 (MGM)
- Koyaanisqatsi at Hulu

Template:FilmLinks
- （页面存档备份，存于） Grand Theft Auto 4 Version of 'The Grid'